# Kopalnia Ciche Szczęście
Kopalnia Ciche Szczęście (niem. Stilles Glück) – kopalnia znajduje się w Leszczynie, w województwie dolnośląskim. W 1861 r. Promnitz, dyrektor huty żelaza Barbara z Przygórza koło Woliborza otrzymał koncesję na pole górnicze „Ciche Szczęście” na prawym brzegu doliny Prusickiego Potoku. Jej pozostałości widoczne są w krajobrazie przy ścieżce edukacyjnej „Synklina Leszczyny”.

## Położenie
Obszar górniczy dawnej kopalni „Ciche Szczęście” (Stilles Glück) obejmuje południowo-zachodnią część wzniesienia Duży Młynik (303 m n.p.m.), u podnóża którego w dolinie Prusickiego Potoku, zlokalizowane są zabudowania miejscowości Leszczyna.

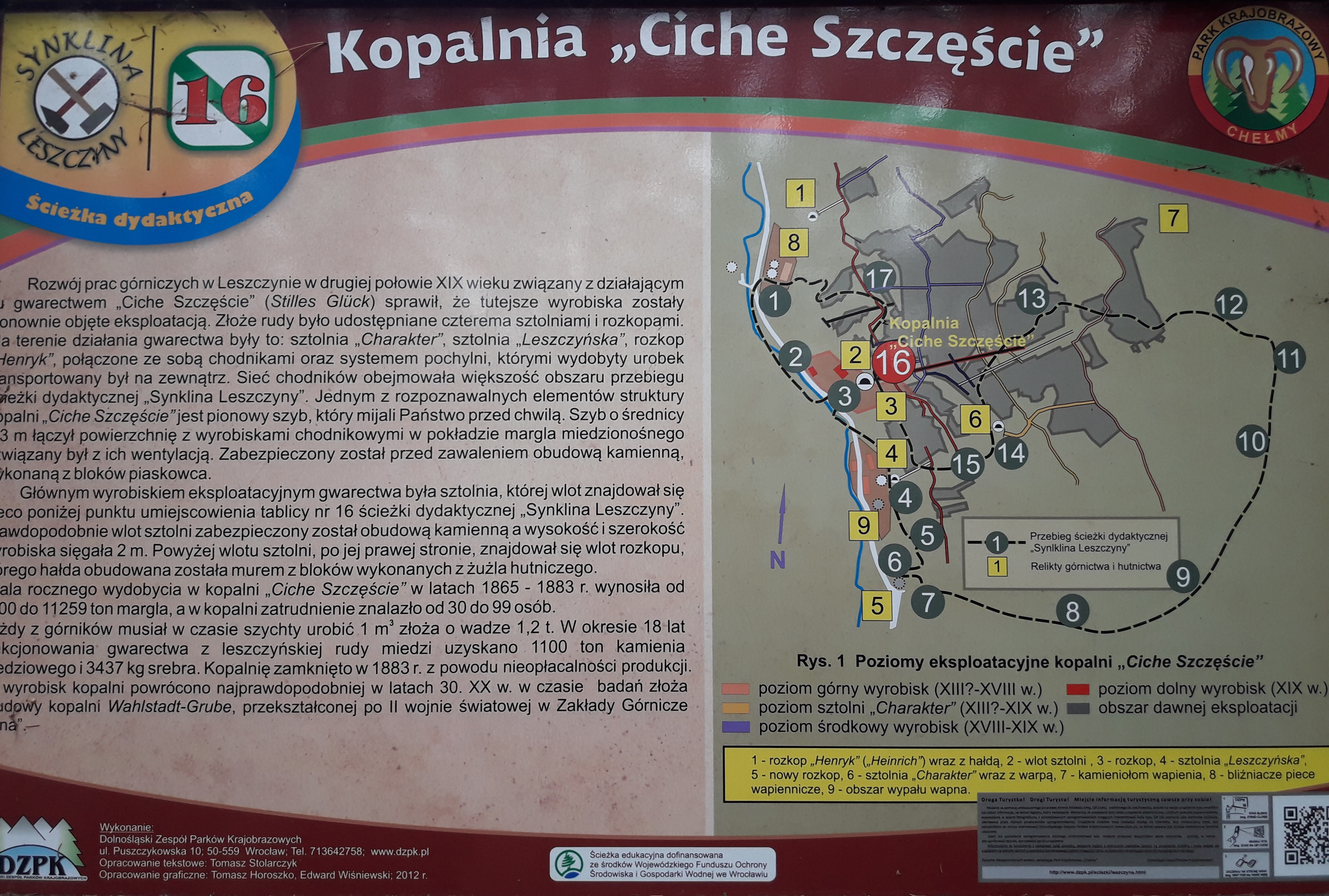
Tablica informacyjna przy ścieżce dydaktycznej „Synklina Leszczyny”.

## Budowa geologiczna obszaru
Ruchy tektoniczne u schyłku orogenezy waryscyjskiej utworzyły synklinę leszczyńską. W okresie cechsztyńskim nastąpiła transgresja morska tworząc wąską zatokę, w której powstały osady piaskowcowe, wapienne i margle. Synklina ma 7 km długości i 5 km szerokości.
Do powstania historycznego ośrodka górniczo-hutniczego bezpośrednio przyczyniły się wychodnie cechsztyńskich margli miedzionośnych. W kilku miejscach warstwy osadów poprzecinane są kominami wulkanicznymi. Świadczą one o mezozoicznym wulkanizmie i o uskokach tektonicznych związanych z orogenezą alpejską. Ostateczną rzeźbę ukształtował lądolód zlodowacenia środkowopolskiego.

## Historia eksploatacji

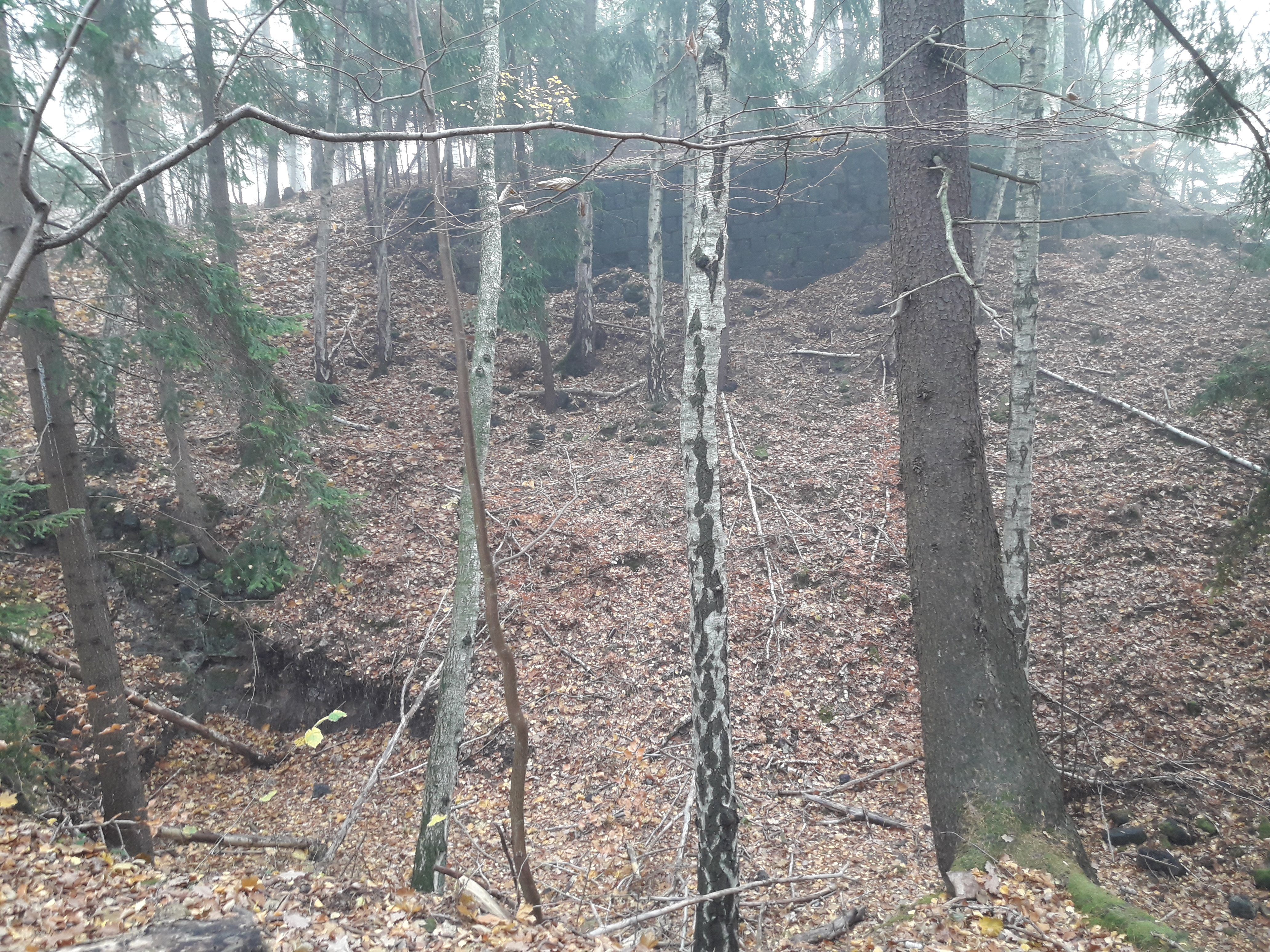
Pozostałość po Kopalni „Ciche Szczęście”.

Koncesję na pole górnicze „Ciche Szczęście” na prawym brzegu doliny Prusickiego Potoku otrzymał Promnitz w 1861 r. W 1866 r., podjęto decyzję o rozpoczęciu wytopu kruszców w Leszczynie, gdzie zlokalizowano obiekty służące do produkcji kamienia miedziowego. Pokład margla miedzionośnego udostępniany był za pomocą czterech głównych sztolni, o wlotach zlokalizowanych na zróżnicowanej wysokości. Wśród nich znalazła się m.in. sztolnia Charakter oraz sztolnia tzw. stara – sztolnia Leszczyńska.Rozpoczęto drążenie kolejnej, piątej sztolni o wlocie położonym w niewielkiej odległości od koryta Prusickiego Potoku. Jej zadaniem miało być prawdopodobnie odwadnianie południowej części eksploatowanego w kopalni złoża. W kopalni wydobycie prowadzono w latach 1865–1882.
Wytapiane rudy miały zawartość 1,3% miedzi. Wzbogacona ruda jako kamień miedziowy zawierała już ok. 20% miedzi i 16% srebra. Produkcja sięgała ok. 2000 kg miedzi rocznie przy zatrudnieniu 12 górników, 1 wytapiacza i 3 pracowników przy flotacji. W 1883 r. na skutek spadku cen miedzi produkcja stała się nieopłacalna, a kopalnię i hutę zamknięto.